# Chloriona sukumonis
Chloriona sukumonis är en insektsart som beskrevs av Matsumura 1935. Chloriona sukumonis ingår i släktet Chloriona och familjen sporrstritar. Inga underarter finns listade i Catalogue of Life.